# Scopuloides subgelatinosa
Scopuloides subgelatinosa är en svampart som först beskrevs av Narcisse Theophile Patouillard, och fick sitt nu gällande namn av Nakasone 2003. Scopuloides subgelatinosa ingår i släktet Scopuloides och familjen Meruliaceae.   Inga underarter finns listade i Catalogue of Life.